# Tollie Zellman

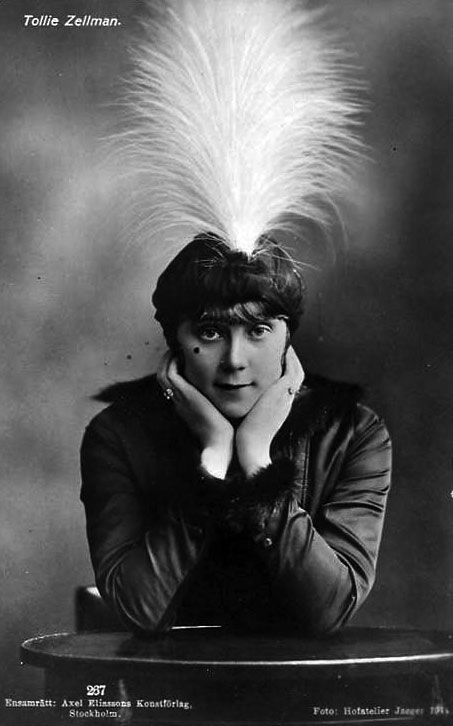
Tollie Zellman, 1914

Berta Alice Victoria „Tollie“ Zellman (* 31. August 1887 in Stockholm; † 9. Oktober 1964 ebenda) war eine schwedische Schauspielerin und Theaterregisseurin.

## Leben
Zellman war die Tochter eines Dekorationsmalers und dessen Frau. Sie besuchte bessere Mädchenschulen in Stockholm sowie nach dem Umzug der Familie in Nyköping und zeigte schon früh Interesse fürs Theater. Nach einer kurzen Anstellung beim Warenhaus Nordiska Kompaniet debütierte sie 1906 ohne Zustimmung ihrer Eltern bei Alfred Lundbergs Theatergesellschaft. Sie nahm den Namen Tollie an, den sie von ihrem Onkel erhalten hatte.
Die Geburt einer unehelichen Tochter führte 1908 zu einem zeitweiligen Bruch mit der Familie. Ihre ökonomische Situation verbesserte sich wieder, nachdem sie sich der Operettengesellschaft des Künstlers August Bodén anschließen konnte. Zellman wurde in den 1920er Jahren für variierende Rollen an unterschiedlichen Theatern engagiert, unter anderem am Oscarsteatern in Stockholm oder am Schwedischen Theater in Helsinki.
Zellman feierte ihre größten Erfolge in komischen Rollen, z. B. als Mrs. Dulcie Baxter im Lustspiel Das Weichtier (englischer Originaltitel: The mollusc) des Verfassers Hubert Henry Davies oder als Julia Hylténius in Das Testament Sr. Gnaden von Hjalmar Bergman. Trotz ihrer Herkunft erschien die Zellman auf der Bühne wie eine ausgesprochen Aristokratin.  Dazu trug ihre Angewohnheit zur Falschbetonungen bei, die ständig Überraschungen boten. Zwischen 1923 und 1931 übernahm sie die Regie für acht Theatervorführungen.
Tollie Zellam wirkte in etwa 50 Filmen mit. Besondere Beachtung fand ihre Darstellung eines alternden Bühnenstars im Film Während das Tor geschlossen war (schw. Medan porten var stängd) von 1946. Die Rolle war ihr vom Regisseur Hasse Ekman auf den Leib geschneidert, der sie seit seiner Jugend kannte. Zellman war unter Kollegen als Femme fatale bekannt, als eine schwedische Mae West, die jedoch ihre Eigenarten besaß.
Tollie Zellam war von 1916 bis 1918 mit dem Unternehmer Viggo Berck verheiratet. Eine zweite Ehe bestand von 1918 bis 1923 mit dem Verwaltungsangestellten Carl Holmquist. Ihre Tochter Lill-Tollie Zellman war gleichfalls als Filmschauspielerin aktiv.